# Llibre dels dos camins

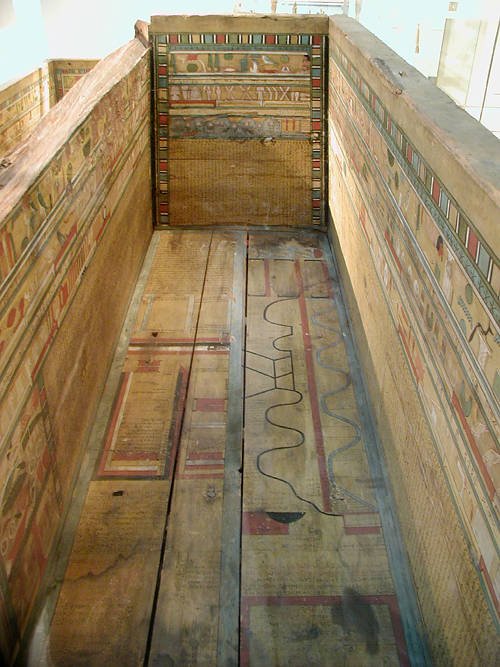
Sarcòfag del Regne Mitjà: se'n pot observar-se al fons el mapa pintat dels dos camins (per terra i per aigua)

El Llibre dels dos camins o Llibre dels camins de Rosetau és un dels Textos dels sarcòfags de la necròpolis de Deir al-Bersha de l'Antic Egipte Mitjà.
Aquests textos, que daten si més no de començaments del Regne Mitjà, escrits en egipci mitjà o clàssic, sobretot dins de sarcòfags de fusta, potser substituïen les inscripcions a les parets de les tombes. Aquests sarcòfags estaven preparats per a albergar alts funcionaris i les seues esposes i, al costat dels conjurs, representaven, al fons de les caixes, un mapa amb dos camins, l'un de terra i l'altre de canal d'aigua, per on havia d'encaminar-se el mort per a arribar al Més enllà i poder renàixer.
El Llibre dels dos camins dona instruccions sobre el viatge de l'esperit del mort en la barca solar per la regió de Rosetau, on el cos d'Osiris està protegit per muralles de foc, per a arribar a l'Aaru (Camp de joncs). S'hi descriuen set portes amb guardians o dimonis en cadascuna. Al principi, hi ha una porta de foc protegida per un guardià denominat "Aquell que rebutja els ignorants", que impedeix el pas als qui no tenen coneixement, i que, una vegada traspassada, ofereix dues alternatives, cap a la regió de la Llum o cap al món de les Tenebres.
Hi ha un camí diürn, de caràcter solar, representat en negre, en què la persona morta és acompanyada pel déu solar Ra, i un camí d'aigua, representat per Osiris, en color blau, en què és acompanyada pel déu lunar Tot.
Només les persones pures, amb l'ajuda d'aquests textos, poden anar sortejant els guardians del món inferior i anar avançant, sense quedar atrapades en la foscor absoluta, el no-res, fins al Regne de la Llum plena, presidit per Ra-Horus l'Antic, que és la llum divina.
També s'hi inclou la casa de la dea Maat, que assegura l'ordre còsmic.